# Mariette Rissenbeek

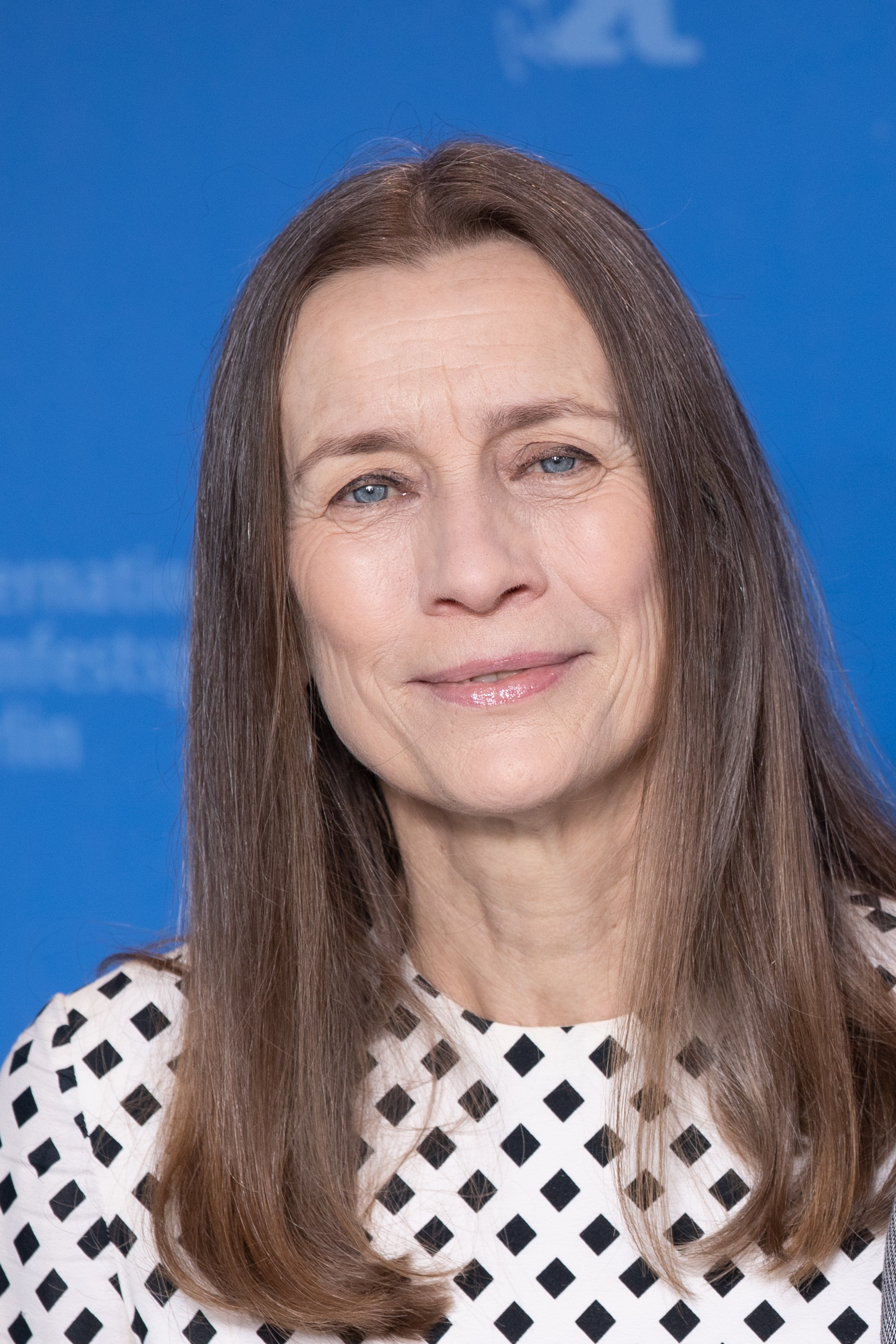
Mariette Rissenbeek bei der Berlinale 2020

Mariette Rissenbeek (* 1956 in Posterholt, Niederlande) ist eine Filmproduzentin und Marketingmanagerin in der Filmbranche. Sie war bei German Films zuständig für internationale Festivalbeziehungen und Öffentlichkeitsarbeit. Von 2020 bis 2024 war sie Geschäftsführerin der Internationalen Filmfestspiele Berlin und damit die erste Frau an der Berlinalespitze.

## Leben
Mariette Rissenbeek wurde 1956 in den Niederlanden geboren. Sie studierte Deutsche Sprache und Literatur, Theaterwissenschaften sowie Soziologie an der Rijksuniversiteit Utrecht und der Freien Universität Berlin. Nach ihrem Magisterabschluss ließ sie sich dauerhaft in Berlin nieder.

## Beruflicher Werdegang
Nach dem Studium arbeitete Mariette Rissenbeek zunächst bei der Werbeagentur Löhlein & Schonert. Ab 1986 war sie fast neun Jahre lang bei der Verleih- und Vertriebsgesellschaft Tobis Film tätig. Dort war sie für die Akquisition, die Auswertung deutschsprachiger Nebenrechte, Festivalbetreuung und interne Koordination zuständig.

### Filmproduktion
1995 wechselte sie in die Filmproduktion und arbeitete als Produzentin bei Ziegler Film. Dort verantwortete sie unter anderem acht Fernsehspiele, vor allem für das ZDF. Darunter waren der historische Mehrteiler Sturmzeit und die Krimireihe Beckmann und Markowski. Auch war sie für die Produktion von zwei Kinofilmen zuständig, darunter Solo für Klarinette von Nico Hofmann. Ebenso war sie für fünf Folgen der internationalen Reihe Erotic Tales verantwortlich, unter anderem Der Wartesaal von Jos Stelling.
1998 gründete sie in Hamburg ihre eigene Produktionsfirma und produzierte mit Mika Kaurismäki das deutsch-finnische Roadmovie Highway Society. In München war sie ab dem Jahr 2000 bei Hofmann & Voges Entertainment für einen Fernsehspielfilm für SAT1 zuständig, Aus Liebe zu Tom in der Regie von Juliane Hohl. Beim Alamode Filmverleih war sie für Einkauf und Lizenzen verantwortlich.

### Marketingmanagement
2003 übernahm Rissenbeek die Zuständigkeit für internationale Festivalbeziehungen und Öffentlichkeitsarbeit bei German Films, der deutschen Einrichtung für die internationale Förderung des deutschen Kinos. 2006 wurde sie zur Stellvertretenden Geschäftsführerin von German Films ernannt und 2011 zur Geschäftsführerin. Sie war auch Geschäftsführerin bei European Film Promotion. Durch diese langjährige Tätigkeit ist sie international gut vernetzt, mit den Feinheiten der deutschen Filmförderung vertraut und verfügt über enge Kontakte zu den großen Filmfestivals.

### Geschäftsführung der Berlinale
Rissenbeek gehörte mit Kulturstaatsministerin Monika Grütters und dem ehemaligen Berliner Senatskanzleichef Björn Böhning der 2017 gebildeten Kommission an, die einen künstlerischen Leiter für die Berlinale finden sollte. Als die Findungskommission sich auf Mariette Rissenbeek als Favoritin verständigt hatte, legte diese ihren Aufsichtsratsposten bei der Kulturveranstaltungen des Bundes in Berlin GmbH (KBB) nieder, sodass der anschließende Wechsel in die Geschäftsführung rechtlich in Ordnung war.
Am 22. Juni 2018 stimmte der Aufsichtsrat der KBB unter Vorsitz der Staatsministerin für Kultur und Medien Monika Grütters dem Vorschlag der Findungskommission zu, ab 2020  Rissenbeek für fünf Jahre zur Geschäftsführerin der Internationalen Filmfestspiele Berlin zu berufen. Zusammen mit dem Künstlerischen Leiter Carlo Chatrian bildete sie die Doppelspitze der Berlinale. Rissenbeek firmierte als oberste Chefin und trug die Gesamtverantwortung: Bei Konflikten innerhalb der Doppelspitze hatte sie das letzte Wort. Rissenbeek trat als allein haftende Gesellschafterin das Erbe von Dieter Kosslick an und war verantwortlich für das Budget von mehr als 25 Millionen Euro, die Logistik und die aufwändige Organisation des Festivals. Sie war die erste Frau an der Spitze der Berlinale.
Ende März 2023 gab Rissenbeek bekannt, ihren bis Ende März 2024 laufenden Vertrag auf eigenen Wunsch nicht zu verlängern. Sie wollte gemeinsam mit Chatrian nur noch die 74. Berlinale vorbereiten und umsetzen. Im April 2024 wurde die Doppelspitze durch die US-Amerikanerin Tricia Tuttle ersetzt.